# La Tossa (Benifallet)
La Tossa és una muntanya de 494 metres que es troba al municipi de Benifallet, a la comarca catalana del Baix Ebre.